# Tobias Johannes Becker

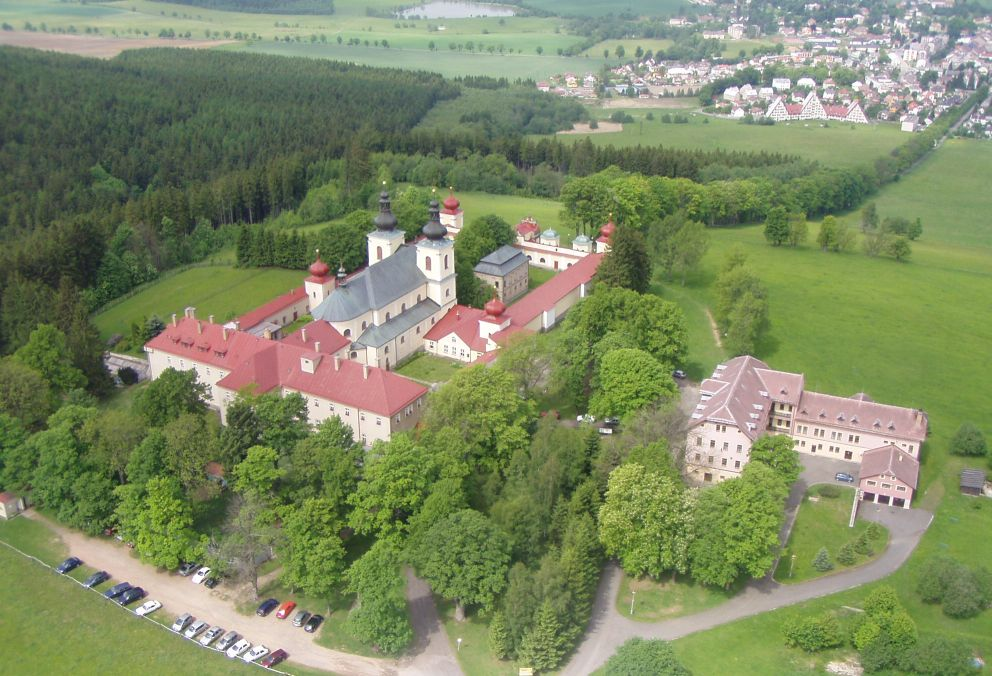
Sanktuarium Maryjne na Górze Matki Bożej w pobliżu Kralikow wybudowane na polecenie Tomasza Beckera

Tobias Johannes Becker, także jako Tobiáš Jan Becker (ur. 15 lipca 1649 r. w Kralikach; zm. 11 września 1710 r. w Hradcu Králové) – czeski duchowny katolicki, biskup ordynariusz hradecki od 1702 roku.

## Życiorys

### Młodość i pierwsze lata działalności
Urodził się w 1649 roku w Kralikach jako syn lokalnego starosty Johanna Beckera. W młodości uczęszczał do Kolegium Jezuickiego w Kłodzku, a po jego ukończeniu studiował filozofię na Uniwersytecie Karola w Pradze uzyskując na uczelni tej w 1670 roku stopień naukowy doktora. Chcąc uzyskać święcenia kapłańskie dodatkowo podjął się studiów teologicznych. 18 marca 1673 roku otrzymał w archikatedrze św. Wita, Wacława i Wojciecha w Pradze wspomniane święcenia kapłańskie. Potem pracował duszpastersko jako spowiednik i kapelan urszulanek w Pradze. W 1679 roku dzięki poparciu rodziny Lamboy został proboszczem w ich dobrach rodowych w Arnau we wschodnich Czechach. W 1771 roku został członkiem praskiej kapituły archikatedralnej, a w 1693 roku objął przy niej funkcję scholastyka. Na swój własny koszt odrestaurował figury świętych na praskiej archikatedrze, które zostały zniszczone przez kalwinów w 1619 roku w czasie wojny trzydziestoletniej. Tak samo też zrewitalizował i pokrył marmurem grób św. Jana Nepomucena.
Należąc do gorliwych czcicieli Matki Bożej rozpoczął w 1696 roku budowę sanktuarium maryjnego na Łysej Górze (obecnie Hora Matky Boží) w pobliżu rodzinnych Kralików. Budowę świątyni na górze ukończono w cztery lata później. W realizacji tego przedsiemwzięcia pomagali mu przedstawiciele lokalnego rodu arystokratycznego Althannów.

### Biskup hradecki
Po śmierci biskupa hradeckiego Gottfrieda Kapauna von Swoykowa cesarz Leopold I Habsburg mianował go nowym ordynariuszem tej diecezji. Prowizję na to stanowisko od papieża Klemensa XI uzyskał 3 kwietnia 1702 roku, a jeszcze 14 maja został konsekrowany na biskupa przez ordynariusza litomierzyckiego Jaroslawa Ignaza von Sternberga. Dwa tygodnie później objął oficjalnie rządy w biskupstwie po uroczystym ingresie do katedry Św. Ducha w Hradcu Kralove.
W swojej diecezji zasłynął z gorliwości w wypełnianiu obowiązków duszpasterskich. Sam głosił kazania i spowiadał wiernych. Przeprowadził wizytację kanoniczną biskupstwa wydając w 1704 roku wytyczne dla miejscowego duchowieństwa. Miał na celu doprowadzić do rekatolizacji północno-wschodnich Czech. Zakończył również wieloletni spór toczący się między jego poprzednikami a władzami miasta Hradec Kralove odnośnie do uposażenia diecezji. Wybudował tam biskupią rezydencję na Wielkim Rynku, seminarium duchowne oraz domy dla kanoników. Rozbudował także kościół parafialny w mieście Chrast, które do tej pory stanowiło siedzibę biskupów hradeckich. Zmarł w 1710 roku w Hradcu Kralove w wieku 61 lat i został pochowany w podziemiach miejscowej katedry.